# Jo-Ane van Dyk
Jo-Ane van Dyk (* 3. Oktober 1997 in Worcester, Südafrika) ist eine südafrikanische Leichtathletin, die sich auf den Speerwurf spezialisiert hat. Sie wurde in dieser Disziplin 2022 Afrikameisterin und siegte 2024 bei den Afrikaspielen.

## Sportliche Laufbahn
Erste internationale Erfahrungen sammelte Jo-Ane van Dyk bei den Jugendweltmeisterschaften 2013 in Donezk in der Ukraine, bei denen sie mit 50,16 m den sechsten Platz belegte. Im Jahr darauf siegte sie mit 47,62 m bei den Jugend-Afrikaspielen in Gaborone und startete bei den Olympischen Jugendspielen in Nanjing, bei denen sie mit 48,93 m Siebte wurde. 2015 siegte sie bei den Juniorenafrikameisterschaften in Addis Abeba mit 49,47 m und gewann bei den Afrikaspielen in Brazzaville mit 50,52 m Bronze hinter der Nigerianerin Kelechi Nwanaga und Zuta Mary Nartey aus Ghana. 2016 gewann sie bei den Afrikameisterschaften in Durban mit 56,22 m die Silbermedaille hinter ihrer Landsfrau Sunette Viljoen. Auch bei den anschließenden U20-Weltmeisterschaften in Bydgoszcz gewann sie mit neuer Bestleistung von 57,32 m die Silbermedaille hinter der Polin Klaudia Maruszewska. 2017 belegte sie bei der Sommer-Universiade in Taipeh mit 57,02 m Rang neun. Im Jahr darauf gewann sie bei den Afrikameisterschaften in Asaba mit einem Wurf auf 53,72 m die Silbermedaille hinter der Nigerianerin Nwanaga. Anschließend wurde sie beim Continental-Cup  in Ostrava mit 52,69 m Vierte. Im Jahr darauf erreichte sie bei den Studentenweltspielen in Neapel mit 57,36 m den sechsten Platz. Anschließend gewann sie bei den Afrikaspielen in Rabat mit einem Wurf auf 55,38 m die Silbermedaille hinter Nwanga. 2022 nahm sie an den Olympischen Sommerspielen in Tokio teil und verpasste dort mit 57,69 m den Finaleinzug.
2022 startete sie bei den Afrikameisterschaften in Port Louis und führte dort mit 60,65 m einen südafrikanischen Dreifacherfolg an. Anschließend schied sie bei den Weltmeisterschaften in Eugene mit 57,79 m in der Qualifikationsrunde aus und gelangte dann bei den Commonwealth Games in Birmingham mit 57,12 m auf Rang sechs. Im Jahr darauf belegte sie bei den Weltmeisterschaften in Budapest mit 57,43 m im Finale den zehnten Platz. 2024 siegte sie mit einem Wurf auf 60,80 m bei den Afrikaspielen in Accra und im Juni siegte sie mit 57,03 m bei den Afrikameisterschaften in Douala. Anschließend gewann sie bei den Olympischen Sommerspielen in Paris mit 63,93 m im Finale die Silbermedaille hinter der Japanerin Haruka Kitaguchi und wurde dann beim Memoriał Kamili Skolimowskiej mit 62,81 m Zweite. 
In den Jahren 2018 und von 2021 bis 2024 wurde van Dyk südafrikanische Meisterin im Speerwurf.